# L'Invincible Cavalier noir
Pour plus de détails, voir Fiche technique et Distribution.
L'Invincible Cavalier noir (L'invincibile cavaliere mascherato) est un film italien d'aventure réalisé par Umberto Lenzi, sorti en 1963. Il s'inspire du personnage Zorro de Johnston McCulley.

## Fiche technique
- Titre original : L'invincibile cavaliere mascherato
- Titre français : L'Invincible cavalier noir
- Titre(s) français alternatif(s) : L'Invincible cavalier masqué ou L'Implacable vengeur
- Titre anglais ou international : The Invincible masked rider
- Réalisation : Umberto Lenzi
- Assistant réalisateur : Giancarlo Romitelli
- Scénario : Gino De Santis, Umberto Lenzi, Guido Malatesta, Luciano Martino
- Décors : Peppino Piccolo
- Costumes : Walter Patriarca
- Photographie : Bitto Albertini, Augusto Tiezzi
- Son : Bruno Moreal, Pietro Ortolani
- Montage : Jolanda Benvenuti
- Musique : Angelo Francesco Lavagnino
- Production : Fortunato Misiano
- Société(s) de production : Romana Films
- Société(s) de distribution : Les Films Marbeuf (France)
- Pays d’origine :  Italie
- Langue originale : italien
- Format : couleur (Eastmancolor) — 35 mm — 2,35:1 (Totalscope) — son Mono
- Genre : aventure
- Durée : 96 minutes
- Dates de sortie :
  - Italie : 29 mars 1963
  - France : 10 mars 1965

## Distribution
- Pierre Brice : Don Diego
- Daniele Vargas : Don Luis
- Hélène Chanel : Carmencita
- Massimo Serato : Don Rodrigo
- Gisella Arden : Maria
- Aldo Bufi Landi : Francisco
- Carlo Latimer : Tabuca
- Nerio Bernardi : Don Gomez
- Romano Ghini : Maurilio
- Tullio Altamura (en) : Docteur Bernarinis
- Ignazio Balsamo : premier citadin pestiféré
- Clara Bindi : femme du pestiféré
- Salvatore Campochiaro : Alvarez
- Guido Celano : Docteur Aguilera
- Gino Marturano : Ortega
- Eleonora Morana : Rosaria
- Piero Pastore : frère du pestiféré
- Nello Pazzafini : Alonzo (as Giovanni Pazzafini)
- Sina Relli : fille kidnappée
- Gino Soldi : Miguel
- Attilio Torelli : l'aubergiste
- Amedeo Trilli

## Produits dérivés
Le film est adapté en roman-photos. Il sort le 31 août 1963 dans le no 50 du magazine Star Ciné Vaillance de l'éditeur italien Franco Bozzesi sous le titre L'Implacable vengeur.